# Мемориальный музей геноцида
Мемориальный музей геноцида при Военной прокуратуре Азербайджанской Республики (азерб. Azərbaycan Respublikası Hərbi Prokurorluğunun inzibati binasında Memorial Soyqırım muzeyinin) — музей, посвященный памяти азербайджанцев, ставших, согласно официальной позиции Азербайджана, жертвами геноцида.

## Открытие
19 июля 2013 года генеральный прокурор Азербайджанской Республики Закир Гаралов подписал приказ о создании музея при Военной прокуратуре. 24 февраля 2014 года состоялось открытие музея.

## Музей
Площадь музея — 330 м². Музей состоит из четырёх отделений: «История», «Депортация — репрессия», «Геноцид» и «Террор». В составе музея также создан фонд литературы.